# 1839 au Nouveau-Brunswick
Chronologie du Nouveau-Brunswick
- 1835
- 1836
- 1837
- 1838
- 1839
- 1840
- 1841
- 1842
- 1843

Cette page concerne des événements d'actualité qui se sont produits durant l'année 1839 dans la colonie du Nouveau-Brunswick.

## Événements

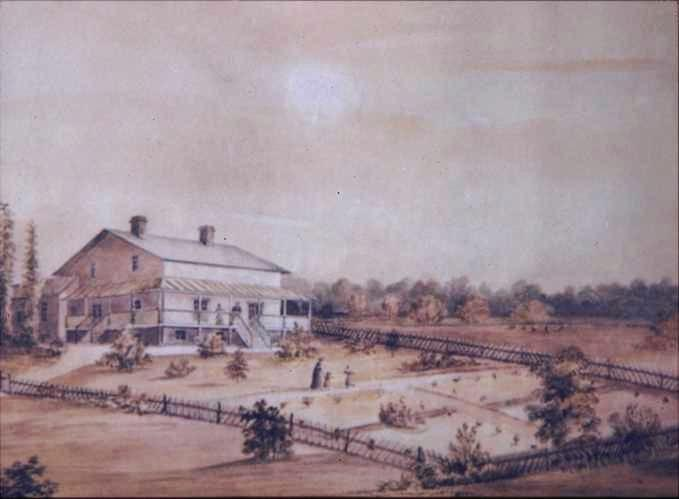
Coffin house à Westfield

- Invention de la bouteille de plongée par James Elliot et Alexander McAvity à Saint-Jean.
- Juin : fondation de l'Université Mount Allison.

## Naissances
- 10 mai : John Alexander Chesley, député.
- 8 octobre : George Edwin King, premier ministre du Nouveau-Brunswick.
- 14 novembre : James Reid, député.